# الكسندر إس. كلاي
الكسندر إس. كلاي (بالإنجليزية: Alexander S. Clay)‏ هو محامي وسياسي أمريكي، ولد في 25 سبتمبر 1853 في الولايات المتحدة، وتوفي في 13 نوفمبر 1910 في نفس البلد. حزبياً، نشط في الحزب الديمقراطي. وقد انتخب عضو مجلس نواب جورجيا وانتخب عضو مجلس الشيوخ الأمريكي.